# La regina della moda
La regina della moda (The Dressmaker from Paris) è un film muto del 1925 diretto da Paul Bern. È da considerarsi perduto.
Fu l'ultimo film interpretato da Leatrice Joy per la Famous Players-Lasky Corporation.

## Trama
In Francia, durante la prima guerra mondiale, Billy Brent conosce e si innamora della francese Fifi. Ma i due innamorati sono destinati ad essere separati. Billy, tornato in patria, trova lavoro in un magazzino di abbigliamento del Midwest di proprietà del compassato Angus McGregor. Ma la modernità avanza: nel 1925, Billy sente l'esigenza di svecchiare i metodi tradizionali del negozio, di cui è diventato il gestore. Approfittando dell'assenza di McGregor, invita da Parigi una famosa sarta alla quale vuole affidare l'organizzazione di una sfilata. Scopre con grande gioia che la sarta non è altri che il suo perduto amore francese. McGregor torna in tempo per assistere alla sfilata che, nonostante lo scandalo provocato tra i benpensanti della zona, riscuote un enorme successo e consolida la linea gestionale di Billy. Lui e Fifi, riuniti e felici, finiranno all'altare.

## Produzione
Il film fu prodotto dalla Famous Players-Lasky Corporation sotto la supervisione di Cecil B. DeMille.

## Distribuzione
Il copyright del film, richiesto dalla Famous Players-Lasky Corp., fu registrato il 3 aprile 1925 con il numero LP21320.
Distribuito dalla Paramount Pictures, il film - presentato da Jesse L. Lasky e Adolph Zukor - venne proiettato in prima a New York il 17 marzo 1925 per poi uscire in sala il 30 marzo. In Finlandia, fu distribuito il 21 agosto 1927, in Portogallo il 26 marzo 1928.
Non si conoscono copie ancora esistenti della pellicola che viene considerata presumibilmente perduta.